# Sororidad

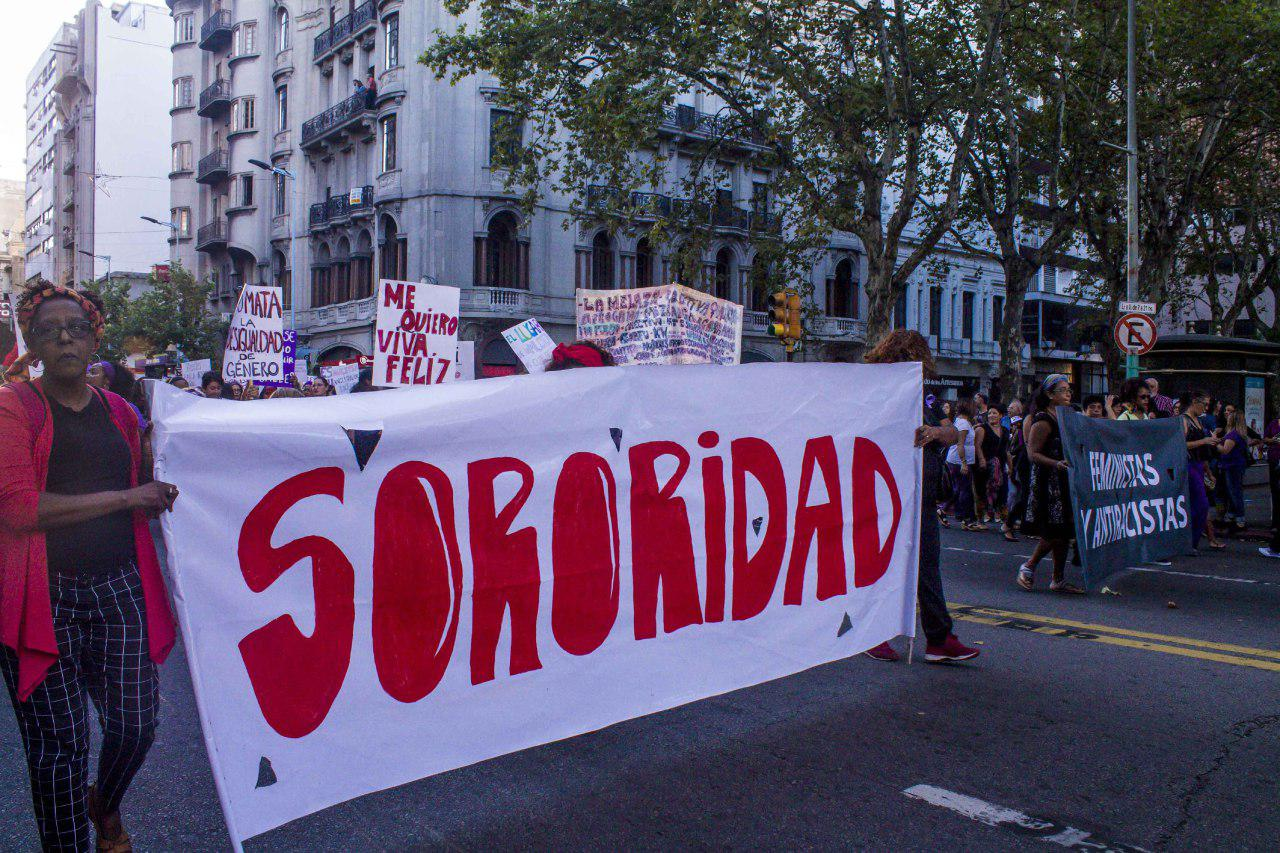
Manifestantes en una marcha de mujeres, en el marco del Paro Internacional de Mujeres del año 2018.

Sororidad es un neologismo que se emplea para referirse a la solidaridad entre mujeres en un contexto de discriminación de género y violencia hacia la mujer. Este término enfatiza el apoyo, comprensión y compromiso mutuo entre mujeres para enfrentar y desafiar la desigualdad de género y otras formas de opresión y violencia. 

## Etimología
Los términos "sororidad", "fraternidad" y "hermandad" provienen del latín, y su origen etimológico refleja relaciones de parentesco y compañerismo. "Sororidad" deriva de la palabra latina soror, que significa "hermana", aunque también puede ser entre mujeres de diferentes generaciones como "madre e hija". Este término se ha reinterpretado en el ámbito contemporáneo para designar la solidaridad entre mujeres en el contexto de las luchas feministas y la discriminación basada en el género.
Por otro lado, "fraternidad" y "hermandad" provienen del término latino frater, que significa "hermano consanguíneo". Ambos conceptos tradicionalmente representan la amistad y solidaridad entre hombres o personas en general, aludiendo a una unión de apoyo mutuo.
La utilización de "sororidad" comenzó a extenderse en el feminismo como un esfuerzo por diferenciar esta relación específica de solidaridad entre mujeres, abordando el apoyo emocional y político que se da entre ellas, particularmente en un contexto de desigualdad estructural. A diferencia de la "fraternidad", la sororidad pone en primer plano la lucha contra las formas de violencia de género, la opresión y la exclusión social que enfrentan las mujeres.

## Primer uso documentado del término en español

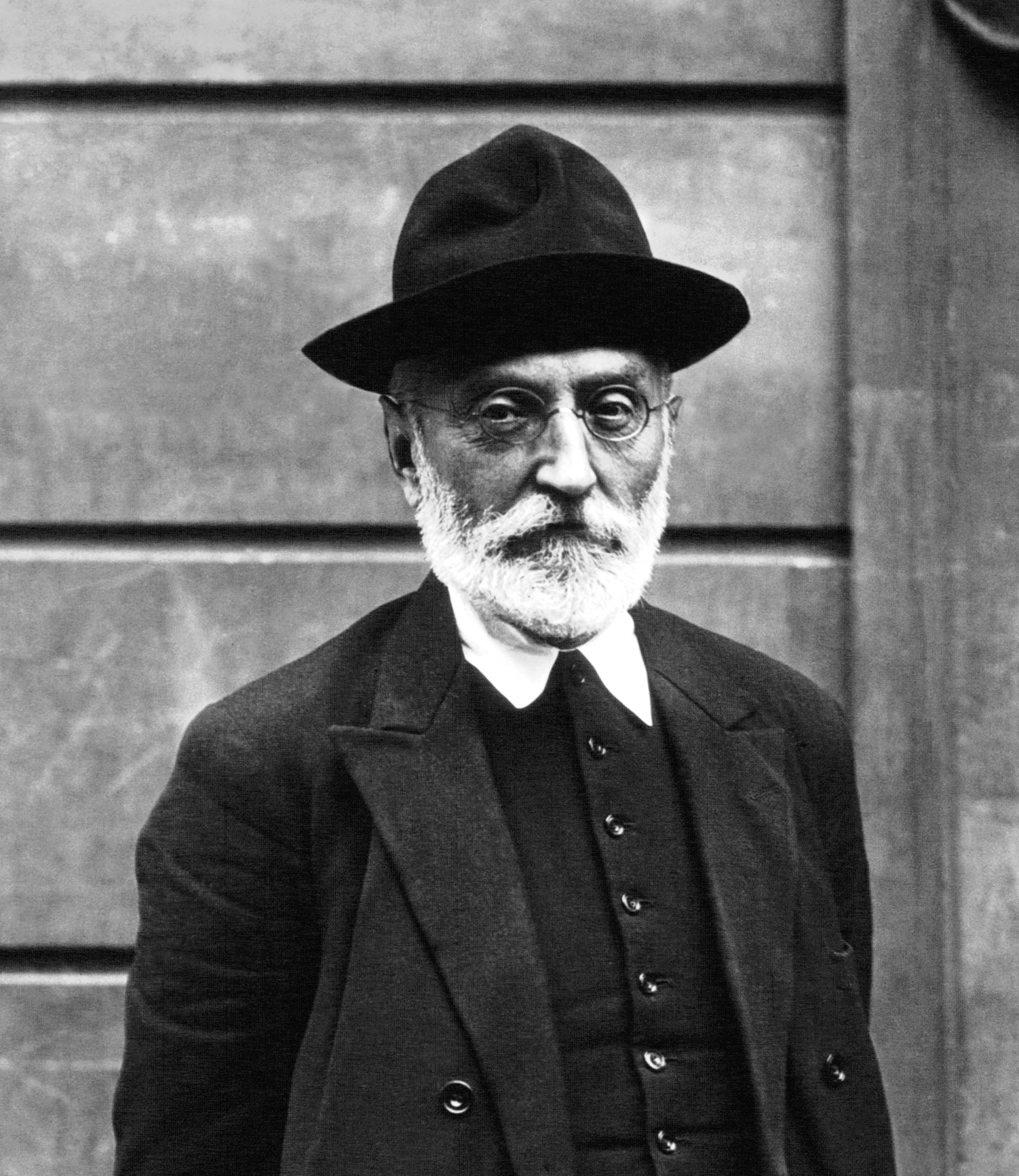
El escritor Miguel de Unamuno planteó la necesidad de acuñar el término "sororidad" para referirse a la hermandad femenina.

El primer uso documentado del término "sororidad" en español se atribuye al escritor y filósofo Miguel de Unamuno. En 1921, Unamuno utilizó esta palabra en un artículo publicado en la revista argentina Caras y Caretas, y más tarde en su novela La tía Tula del mismo año. Unamuno reflexionó sobre la falta de un término en español que expresara una relación equivalente a la fraternidad, pero entre mujeres, y propuso "sororidad" para describir una "hermandad femenina".
En La tía Tula, Unamuno escribió:

[..] ¿Fraternal? No: habría que inventar otra palabra que no hay en castellano. Fraternal y fraternidad vienen de frater, hermano, y Antígona era soror, hermana. Y convendría acaso hablar de sororidad y de sororal, de hermandad femenina.

Aunque la propuesta de Unamuno introdujo el término en el ámbito literario, "sororidad" no fue aceptado oficialmente en el idioma español hasta casi un siglo después. El 21 de diciembre de 2018, la Real Academia Española (RAE) incluyó "sororidad" en el Diccionario de la Lengua Española (DLE), como parte de una actualización que reconocía el uso extendido de la palabra en el contexto de la solidaridad entre mujeres y en el activismo feminista.
Desde entonces, el término ha ganado popularidad y es ampliamente utilizado en ámbitos académicos, sociales y activistas para referirse a la alianza entre mujeres en la lucha contra la discriminación de género y la violencia de género.

## Usos contemporáneos

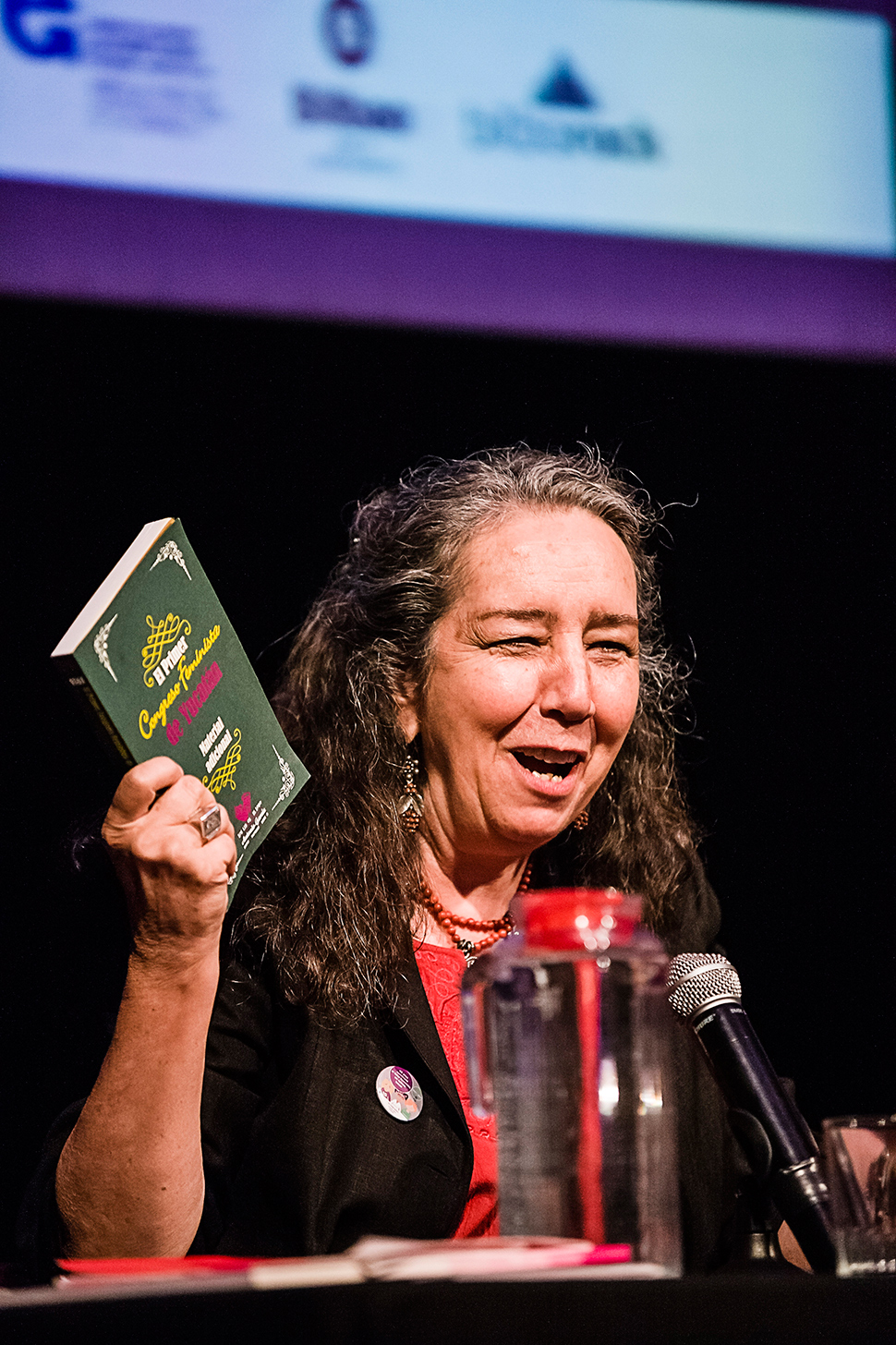
La investigadora Marcela Lagarde es una de las principales impulsoras del uso contemporáneo del término en el contexto de la lucha feminista.

En las últimas décadas, el término "sororidad" ha ganado relevancia en el activismo y la literatura feminista, considerándose una herramienta clave de empoderamiento y resistencia frente a diversas formas de opresión, como la discriminación de género y la violencia de género. La sororidad promueve una unión entre mujeres basada en el apoyo mutuo, la empatía y el compromiso político contra las estructuras de poder patriarcales.
Durante la segunda ola del feminismo (1960-1980) en Estados Unidos, numerosos grupos de mujeres comenzaron a reunirse en torno a intereses comunes y a utilizar los términos sisterhood o sorority para expresar esta alianza. Estas palabras denotaban una hermandad entre mujeres frente a la opresión y se aplicaban en el contexto de la igualdad de género y el apoyo entre pares.
Sin embargo, surgieron críticas internas al concepto inicial de "sisterhood" por no considerar las desigualdades internas al colectivo de mujeres, como las de edad, raza, clase y orientación sexual. Estas críticas señalaron que una visión homogénea de la sororidad puede excluir a mujeres no blancas, de clases desfavorecidas y de identidades sexuales diversas, centrando los objetivos de la sororidad en las experiencias de mujeres blancas de clase media.
La tercera ola del feminismo, a partir de la década de 1990, integró el concepto de interseccionalidad desarrollado por la académica Kimberlé Crenshaw, que sostiene que factores como género, raza, clase social y sexualidad se entrecruzan, generando múltiples niveles de opresión. La interseccionalidad exige una redefinición de la sororidad para incluir una solidaridad que abarque la diversidad de experiencias de las mujeres, incluyendo aquellas que enfrentan discriminación racial, adultocentrismo, pobreza y homofobia.
La investigadora feminista mexicana Marcela Lagarde es una de las principales teóricas del concepto de sororidad en  Latinoamérica. Considera la sororidad un pacto político entre mujeres y la define como: 

[..] amistad entre mujeres diferentes y pares, cómplices que se proponen trabajar, crear y convencer, que se encuentran y reconocen en el feminismo, para vivir la vida con un sentido profundamente libertario.

Lagarde también ha desarrollado una teoría sobre la sororidad, describiéndola como: 

[..] una dimensión ética, política y práctica del feminismo contemporáneo. Es una experiencia de las mujeres que conduce a la búsqueda de relaciones positivas y a la alianza existencial y política, cuerpo a cuerpo, subjetividad a subjetividad con otras mujeres, para contribuir con acciones específicas a la eliminación social de todas las formas de opresión y al apoyo mutuo para lograr el poderío genérico de todas y al empoderamiento vital de cada mujer.

El uso de "sororidad" ha continuado evolucionando en la actualidad, siendo fundamental en el feminismo interseccional y en el activismo global, donde es entendido como un compromiso de apoyo y lucha conjunta frente a los múltiples sistemas de opresión y violencias que afectan a las mujeres en sus diversas identidades y contextos.